# Валентин Колев (футболист)
Валентин Николаев Колев е бивш български футболист играещ на позицията полузащитник. Роден на 20 юни 1980 година в Димитровград. Висок е 186 см. и тежи 78 кг. Юношеската му кариера преминава през отборите на Септември Димитровград и Марса Хасково (Спортно училище). Играе в отборите на Берое, Черноморец Бургас, Конелиано Герман, Балкан Ботевград, Пиета Хотспърс (Малта), Слиема Уондърърс (Малта), Балкан Балканабат (Туркменистан). Понастоящем е треньор в ДЮШ. Преминал през отборите на ЦСКА-София, Септември София, ЦСКА 1948, Славия София